# Palmarès des hôpitaux français
Le Palmarès des hôpitaux français est un classement des hôpitaux français réalisé par des journalistes français.
Durant les années 1970, des groupes contestataires hétéroclites dénoncent l'emprise du corps médical ainsi que les inégalités face à l'accès à la santé. De premiers test sont alors menés dans cette optique par quelques journalistes. Des projets plus ambitieux comme « la liste des urgences à éviter » ou la « liste noire des hôpitaux » apparaissent au cours des années 1990. Cette dernière liste, publiée en 1997 dans Sciences et Avenir, est l’œuvre de trois journalistes, Philippe Houdart, François Malye et Jérôme Vincent. Ces derniers font paraître dans Sciences et Avenir en 1998, dans Le Figaro en 1999 et 2000, puis dans le magazine Le Point à partir de 2001 un palmarès des hôpitaux français.
Le palmarès est favorablement accueilli par la presse généraliste. La méthodologie et les résultats des premiers palmarès ont été à ses débuts très critiqués par une grande partie du monde hospitalier. Ils sont jugés peu fiables et idéologiquement biaisés par certains chercheurs et la CNIL. Des universitaires soulignent l'utilité du Palmarès. Des établissements hospitaliers s'efforcent de modifier leurs pratiques ou leur activité pour avoir un bon classement afin d'en faire un argument auprès des patients.

## Historique

### Dénonciation de l'emprise médicale
Au cours des années 1970, dans un contexte où le corps médical bénéficie d'une grande aura, des groupes contestataires hétéroclites, dont les membres sont pour la plupart issus de la petite bourgeoisie culturelle, cherchent à produire des connaissances en matière de santé indépendantes des praticiens, tant dans le contenu que dans les conditions de production. Leur credo est que le citoyen doit se réapproprier sa santé. Ils ont une approche critique des praticiens mais restent très largement inaudibles, jusqu'à la création en association avec le docteur Henri Pradal, en 1977, du journal l'Impatient. Cet ancien membre de l'industrie pharmaceutique a publié en 1974 un livre dénonçant les effets iatrogènes des médicaments et de la surconsommation médicale.
En janvier 1977, un journaliste de Libération révèle, à travers des conversations avec des secrétaires médicales, les inégalités sociales dans l'accès aux soins selon le secteur privé ou public. Pour un même médecin, les délais pour un rendez-vous sont plus coûteux mais bien plus réduits dans le secteur privé. Un an plus tard, Minute publie un « test » où une journaliste démasque des médecins délivrant des certificats frauduleux. Cette dénonciation du pouvoir médical se renforce avec Que Choisir qui publie des tests de médecins.
Ces tests à portée limitée qui opposent alors des praticiens à des journalistes s'inscrivent dans un cadre paradoxal. La grille « contestataire » prétend montrer les inégalités face à la santé, mais masque pourtant celles spécifiques aux classes populaires. Cette « information de santé subversive et autonome » disparaît à la fin des années 1980, avec la spécialisation des journalistes médicaux et une collaboration entre médecins et journalistes.

### Émergence des classements d'hôpitaux
Dans les années 1980 et 1990, le nombre de journalistes diplômés, certains de médecine, s'accroît. Ce sont eux qui, désormais, choisissent des médecins spécialisés en communication comme porte-parole. Les chefs de service des grands hôpitaux n'ont plus le monopole dans les médias. En 1990, le US News World and Report publie un article sur les meilleurs hôpitaux américains,.
C'est dans ce contexte qu'en décembre 1992, le mensuel 50 millions de consommateurs publie « la liste des urgences à éviter ». Initialement produite comme une liste des urgences où aller, elle devient sous l'influence de son rédacteur en chef une liste de celles à éviter. Elle vaudra 53 mises en examen dues à 75 plaintes. Le pigiste auteur de l'article, cofondateur de l'Impatient, dont l'expertise résulte de son parcours médical chaotique, met fin à sa carrière. Le rédacteur en chef, ayant suivi des études médicales, reçoit le Prix du scoop de l'année.
Ce classement justifie des réformes impopulaires voulues par Bernard Kouchner, alors ministre de la Santé, comme la fermeture de services de santé. Cependant, en approuvant ce classement, il met en danger les négociations entamées avec certains médecins dans le cadre de la Commission nationale de restructuration des urgences en laissant penser que tout est déjà décidé.

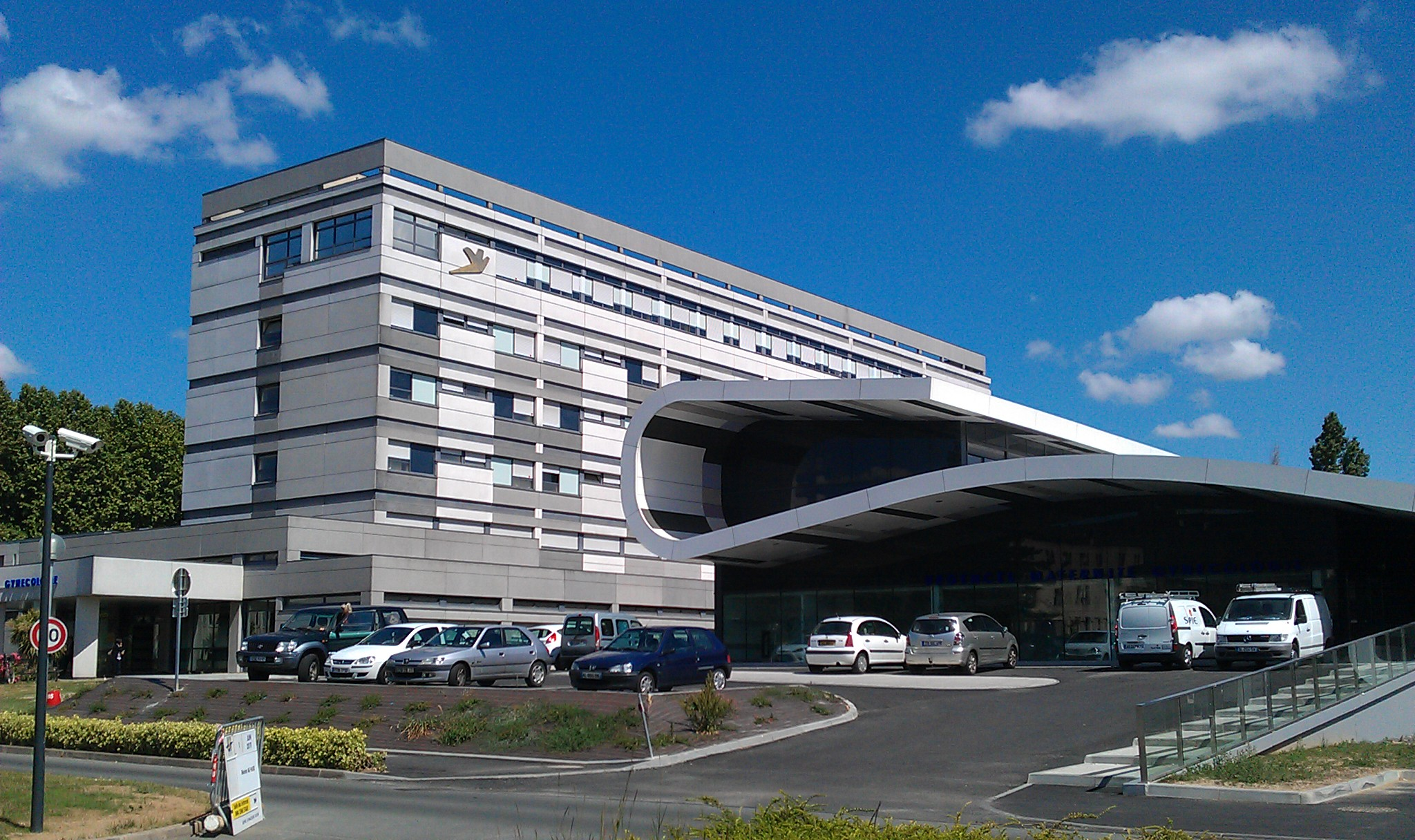
Maternité du CHU d'Angers.

En mars 1995, L'Express publie un palmarès des hôpitaux de Paris et de l'Île-de-France. il est mis en œuvre au moyen de nombreux journalistes dont la directrice de rédaction et deux grands reporters. Cette « mise en scène hagiographique » de treize grands professeurs, chefs de service en Centre hospitalier universitaire parisien connus internationalement, élus par des médecins généralistes, ne provoque pas de grandes réactions. Ces médecins et journalistes partagent la vision classique de la médecine comme une profession autonome. Ils s’accordent à laisser à la médecine une grande liberté d’évaluation et de choix économique, contrairement à l’approche managériale qui prône la rationalisation.

### Création du palmarès des hôpitaux
A contrario, la publication en octobre 1997 d'une « liste noire des hôpitaux » dans le magazine Sciences et Avenir procède d'une autre perspective,. Leurs auteurs, les journalistes Philippe Houdart, François Malye et Jérôme Vincent,, n'ont pas eu beaucoup de succès dans leurs études de médecine, ne sont pas diplômés d'une école de journalisme et occupent des positions subalternes. Encouragés et aidés par quelques médecins occupant des positions marginales ou très concurrencées dans des spécialités dépréciées, ils laissent libre cours à travers ce classement, selon l'enseignant-chercheur en sciences de l'information et de la communication Loïc Ballarani, à leur « humeur anti-institutionnelle ». La société française de chirurgie cardiaque dépose plainte à la suite de ce premier classement et ils sont condamnés,.
En octobre de l'année suivante, ils publient le premier « palmarès des hôpitaux » dans le magazine Sciences et Avenir. Les palmarès suivants sont publiés de 1999 à 2000 au Figaro, et à partir de 2001 au Point. Ils sont essentiellement élaborés à partir du Programme de médicalisation des systèmes d’information (PMSI), et tentent « d'évaluer scientifiquement » la qualité des soins offerts dans différents établissements. Ils révèlent l'emprise grandissante du journalisme sur le champ médical au début années 2000. La méthodologie de ces palmarès jugés peu fiables est dénoncée par les fédérations hospitalières et les représentants des personnels. Ces palmarès sont en revanche bien accueillis par la presse généraliste. En novembre 1999, les trois journalistes sont invités en tant qu'« expert » au 93e Congrès français d’urologie pour communiquer sur « l’évaluation des établissements hospitaliers et le Programme médicalisé des systèmes d’information ». En 2010, Philippe Houdart quitte Le Point pour exercer à nouveau la médecine et devient médecin généraliste.
Le succès d'édition des premiers palmarès, avec des ventes multipliées par sept dans certains cas, a conduit de nombreux magazines à produire des numéros spéciaux consacrés à la qualité des hôpitaux et des cliniques,.

### Création d'indicateurs par l’État
Au milieu des années 2000, le gouvernement français crée des indicateurs de qualité et de sécurité des soins. Ils résultent de trois mouvements. Le premier est la publication de la liste noire et des premiers palmarès de la fin des années 1990 ainsi que l'affaire de la Clinique du sport. Ils provoquent l'essor d'une certaine défiance vis-à-vis du monde médical et des institutions publiques chargées de veiller sur la qualité hospitalière. Le deuxième mouvement apparaît au début des années 2000, avec l'intérêt des organisations internationales, comme l'OMS et l'OCDE, à la mesure de la qualité des systèmes de santé. Enfin, des chercheurs travaillent sur des bases de données médico-économiques et l'élaboration de référentiels de qualité,.
Ces indicateurs visent à améliorer la qualité, en offrant des informations claires aux patients et en encourageant les établissements à améliorer leurs pratiques sans les contrarier. La construction de ces indicateurs offre peu de prise à la mobilisation collective. Ils sont utilisés depuis 2009 pour objectiver la procédure de certification des établissements de soin. Ils sont intégrés aux palmarès de la presse.

### Évolution du palmarès
Le palmarès des hôpitaux de 1999 évalue quatre pathologies. En 2015, l'évaluation porte sur soixante-sept pathologies pour le secteur public et trente-trois pour le secteur privée. Avant 2015, deux palmarès sont consacrés aux maternités. En 2014 est proposée un premier palmarès pour la psychiatrie.
En 2022, la Commission nationale de l’informatique et des libertés refuse l'accès des journalistes du Point au Programme de médicalisation des systèmes d’information au motif que l’intérêt public n’est pas suffisamment caractérisé : « la publication envisagée est susceptible d’induire en erreur le public en raison de ses insuffisances méthodologiques » et notamment en raison de « choix méthodologiques non étayés par la littérature scientifique ». Le Conseil d’État confirme l'appréciation de la CNIL.
Selon le professeur en ophtalmologie Antoine Brézin, « cette opacité permet de manière perverse à des services qu’il conviendrait de fermer de poursuivre leur activité, ce qui constitue un facteur d’injustice sociale : les « notables » ont les moyens de savoir où s’adresser pour être bien opérés, bien soignés, tandis que les catégories socioprofessionnelles les plus défavorisées sont soumises aux aléas du hasard dans leur prise en charge médicale ». Pour Jean de Kervasdoué, créateur du PMSI, le corps médical ne souhaite pas cette classification qui « rend l'activité de chaque praticien, de chaque service, de chaque hôpital visible et donc interprétable par des tiers ».
Sous la pression des patients et du personnel soignant, selon le journaliste économique Jean-Marc Sylvestre, l'accès aux données est réautorisé et le palmarès fait son retour en 2024 en annonçant une modification de sa méthodologie.

## Méthodologie
Tous les palmarès annuels sont essentiellement réalisés à partir du Programme de médicalisation des systèmes d’information (PMSI). Le PMSI est rapidement complété par la consultation des pages des Schémas régionaux d’organisation sanitaire (SROS), des Statistiques d’activité des établissements (SAE) ou par un questionnaire éventuellement enrichi par des appels téléphoniques ou des déplacements sur site,. Le taux de réponse au questionnaire dépasse rarement les 50 % jusqu'en 2007.
Le PSMI est une base de données conçue pour calculer le budget des hôpitaux et recense tous les séjours dans un établissement de soins français. Selon Loïc Ballarini, « son mode de recueil et de traitement des données ne suit que des impératifs économiques quantitatifs, et son utilisation dans une perspective qualitative, si elle n’est pas a priori totalement impossible, devrait s’accompagner de très importantes réserves qu’on ne trouve à aucun moment dans aucun des palmarès publiés jusqu’à aujourd’hui [en 2009] ». La majeure partie des indicateurs du SROS et du SAE ont pour objectif premier de mesurer l'activité pour permettre une distribution de ressources en rapport avec celle-ci. Le sociologue Philippe Ponet pointe le paradoxe de la dépendance grandissante des journalistes aux sources médicales et administratives, résultat de l'affinage des critères de classification au fil des ans, alors qu'ils prétendent « lutter » contre elles.
Dans ses premières années, les journalistes mettent en avant trois critères, la mortalité, l’activité et la notoriété, dont la pertinence n'est pas démontrée selon Loïc Ballarini. Le critère de mortalité, critiqué, est abandonné en 2004. Or, selon le journaliste Gérard Bardy, en cardiologie par exemple, le taux de mortalité est indiscutable et sa publication par la presse américaine, par chirurgien, a permis de le faire chuter.
L'activité, critère principal, se mesure par le nombre d'actes pratiqués. Pour Loïc Ballarini, ce critère est basé sur une idée non prouvée que plus est toujours mieux. Pour le journaliste économique Jean-Marc Sylvestre, la qualité de prise en charge dépend aussi de la quantité d'actes effectués par les praticiens. Un tel raisonnement est pour l'économiste Jean-Paul Domin une remise en cause de l’idée d’un égal accès aux soins sur le territoire. Loïc Ballarini met en évidence que le critère de l'activité part du postulat que tous les services hospitaliers sont comparables, quels que soient le bassin de population, l'attractivité liée aux spécialisations et le nombre de personnels.
Les critères tels qu'ils existent en 2009 produisent selon Loïc Ballarini des résultats scientifiquement douteux et biaisés, favorisant les grands centres hospitaliers au détriment des petites structures.
D'après Jean de Kervasdoué, « la méthode de mesure est basée à la fois sur l'activité de l'établissement dans une spécialité donnée car une équipe soigne mieux une pathologie précise si elle le fait fréquemment. En outre, ce classement mesure la diversité de l'origine géographique des malades, c'est-à-dire la réputation du service par la communauté médicale, mais elle tient aussi compte de la technicité de l'établissement, de la gravité des cas traités, de la durée de séjour à gravité constante, car plus la durée de séjour est brève, meilleurs sont les soins… en effet, les hôpitaux ne sont pas des endroits où il est souhaitable de rester. Ces appréciations sont globales, indirectes et ne garantissent en rien la qualité de la prise en charge d'un patient déterminé, mais ce classement est suffisamment complexe et multidimensionnel pour être… de qualité. ».
En 2024, Le Point annonce avoir modifié sa méthodologie concernant le palmarès.

## Critique et appropriation des résultats
Une analyse sémantique et stylistique du Palmarès 1998 effectuée par Loïc Ballarini montre une opposition entre petits hôpitaux, jugés médiocres, et grands hôpitaux, jugés performants. La mauvaise organisation du système, due au trop grand nombre d’établissements et au manque de compétence dans les petits nécessitent selon les auteurs de fermer les mauvais services pour mieux restructurer le système. Le propos des journalistes est influencé par le néolibéralisme et un discours managérial formé à la fin des années 1980 entre médecins et journalistes, qui voient la santé comme un service à ajuster essentiellement selon les ressources. Les auteurs proposent des solutions qui favorisent des intérêts particuliers sous couvert de rationalité. La réception positive du Palmarès par la presse a légitimé ces résultats sans véritable débat critique, transformant des données quantitatives en « preuves » qualitatives. Un tel raisonnement remet en cause l’idée d’un égal accès aux soins sur le territoire.
Pour l'économiste Jean-Paul Domin, en « se spécialisant sur certains segments de la chirurgie, un établissement privé sélectionne les malades (notamment ceux qui ont une probabilité forte de sortir rapidement) et se place automatiquement dans les meilleures places dudit palmarès ». Il augmente également sa rentabilité en choisissant les soins les mieux remboursés. Plus l'intervention est complexe, plus les établissements publics sont majoritaires.
Pour Jean-Marc Sylvestre, le palmarès du Point induit une notion de concurrence qui distille une obligation de résultats. Il souligne l'aspect pédagogique du palmarès et son utilité pour le patient qu'il permet de rassurer en lui montrant que le système de santé français est « l’un des systèmes les plus performants du monde à un coût pour le malade très faible ».
Pour être consacré par les palmarès journalistiques, un établissement de soin doit suivre trois logiques. Le préalable est l'acceptation de jouer le jeu de la transparence auprès des médias. Il convient ensuite d'accepter les injonctions économiques de maîtrise des dépenses de soins. L'établissement doit être géré comme une entreprise offrant une prestation de service répondant à une demande tout en conservant une rentabilité. Cette approche est plus développée dans le secteur privé à but lucratif. Cependant, pour certains médecins, la relation avec le patient ne peut être réduite à un simple calcul financier : seule la guérison du patient importe et ce qu'ils critiquent est le manque de moyens. Enfin, la logique techniciste, qui découle de la logique économique, impose des procédures écrites pour rationaliser les pratiques médicales.
La consécration publique résultant du palmarès n'est pas corrélée avec une reconnaissance interne dans l'univers médical.